# Dolicocolon
El dolicocolon (palabra derivada del griego antiguo dolichos —carrera larga— y colon) es un intestino grueso anormalmente largo. No debe confundirse con un intestino grueso anormalmente ancho, que es llamado megacolon.
El dolicocolon puede predisponer a una rotación anormal (ver vólvulo intestinal) e interposición entre el diafragma y el hígado (ver Síndrome de Chilaiditi). Se ve más comúnmente en los ancianos, en algunos pacientes psiquiátricos o en individuos institucionalizados. Sin embargo, no es parte del envejecimiento normal. La causa exacta sigue siendo desconocida.
Es a menudo un hallazgo incidental en rayos X abdominales, en una colonoscopía o en un colon por enema. No es una enfermedad en sí misma y, como tal, no requiere tratamiento.